# حرب البسوس (مسلسل)
حرب البسوس هو مسلسل تلفزيوني عراقي عرض في عام 1981.

## الممثلون
- ابتسام فريد
- غزوة الخالدي
- جعفر السعدي
- قاسم محمد
- سامي عبد الحميد
- عايدة عبد العزيز
- أسامة المشيني
- نضال الأشقر
- شذى سالم
- جواد الشكرجي
- طعمة التميمي